# 瀬戸山正二
瀬戸山 正二（せとやま しょうじ、1965年1月25日 - ）は、宮崎県出身の元ビーチバレー選手。現在は日本ビーチバレーボール連盟理事長、日本ビーチ文化振興協会理事長、一般社団法人川崎ビーチスポーツクラブ理事長。一般社団法人イマジンワンワールド理事。一般社団法人イマジンワンワールドのKIMONOプロジェクトが、KIMONOを大使館とデザインする仕組みとなったのは、瀬戸山正二と手嶋信道（一般社団法人イマジンワンワールド代表理事）のアイデアからである。

## 来歴
日本体育大学在学時まではインドアでスパイカーとして活躍。
卒業後は高校教員を務めるが、大学の先輩である川合俊一とロサンゼルスを旅した際にビーチバレーと出会い、プロビーチバレー選手に転向。
1992年、川合らとともにPVC（現PVA）を発足。国内外を転戦してタイトルを多く獲得。
1996年には高尾和行とのペアでアトランタオリンピックに出場。
1999年現役引退。
2000年、シドニーオリンピックビーチバレー日本代表監督を務め、佐伯美香・高橋有紀子ペアを4位に導いた。
2008年北京オリンピックでも日本代表監督を務める。
2013年、一般社団法人川崎ビーチスポーツクラブを設立し、理事長に就任。
2021年、一般社団法人イマジンワンワールドの理事に就任。